# Bystré (ort i Tjeckien, lat 50,32, long 16,26)
Bystré är en ort i Tjeckien. Den ligger i den nordöstra delen av landet, 130 km öster om huvudstaden Prag. Bystré ligger 543 meter över havet och antalet invånare är 234.
Terrängen runt Bystré är kuperad åt nordost, men åt sydväst är den platt. Runt Bystré är det glesbefolkat, med 11 invånare per kvadratkilometer. Närmaste större samhälle är Náchod, 12,4 km nordväst om Bystré. I omgivningarna runt Bystré växer i huvudsak blandskog.